# 离子飞机
离子飞机（Ionic plane、Ionocraft）是指由电流产生离子风来作为推力或拉力的飞机。
这种电动飞机不同于以往的飞机，它没有螺旋桨、没有涡轮机，由带电空气分子碰撞而成的“离子风”提供了飞行所需的推力。
由麻省理工学院航空航天副教授史蒂文·巴雷特发明的世界首架离子飞机於2018年11月试飞成功。

## 外部連結
- https://news.mit.edu/2018/first-ionic-wind-plane-no-moving-parts-1121 （页面存档备份，存于）
- https://cn.engadget.com/2018/11/22/mit-ionic-wind-aircraft-flies/ （页面存档备份，存于）